# 영주 휴천동 마애여래좌상
영주 휴천동 마애여래좌상(榮州 休川洞 磨崖如來坐像)은 대한민국 경상북도 영주시 휴천동 630번지에 있는, 고려시대의 마애불이다. 2006년 3월 23일 경상북도의 문화재자료 제504호로 지정되었다.

## 지정 사유
이 마애불상은 자연바위 한쪽 면에 얕게 새긴 여래좌상으로서 頭部는 陽刻되어 있으나 나머지 면은 線刻에 가깝게 조각되어 있다. 대좌와 광배가 생략되어 있으나 인위적인 손상이 없는 완형이며, 조각솜씨가 미숙한 면이 있으나 어수룩하고 소박한 분위기를 주는 등 고려시기 지방양식을 잘 반영하고 있으므로 文化財資料로 지정한다.

## 현지 안내문
이 불상은 높이 3.5m 가량의 자연 암석 윗부분에 얕게 조각된 것으로 대좌와 광배가 생략되어 있다. 불상의 전체 높이는 78cm이며, 머리 높이 30cm, 어깨너비 35cm, 무릎 너비 66cm 크기이다.
불상의 머리 부분은 양각으로 처리되어 있으나 나머지 부분은 선각에 가깝게 처리되어 있다. 법의는 얇은 비단이며, 수인은 시무외·여원인을 맺고 있다.
결가부좌를 하고 있는 다리는 무릎 너비가 비교적 넓게 표현된 것이 특징이다. 조각 솜씨는 약간 미숙하나 인위적인 손상이 없으며, 어수룩하고 소박한 분위기 등을 보았을 때 고려 시대 지방 양식을 잘 표현한 작품으로 평가된다.

## 참고 자료
- 영주휴천동마애여래좌상 - 국가유산청 국가유산포털